# Web film
Una pel·lícula de web és una pel·lícula feta tenint en compte el mitjà d’Internet i les seves restriccions de distribució. Aquest terme té com a objectiu diferenciar els continguts fets per a Internet dels continguts fets per a altres suports, com ara el cinema o la televisió, que s'han convertit en un format compatible amb la World Wide Web. Les pel·lícules web són una forma de nous suports.

## Formes
En general, hi ha tres formes de pel·lícules que es poden trobar a Internet:
| Forma                                            | Descripció | Definint Característiques                                                                             | Exemple                                                                                      |
| ------------------------------------------------ | --- | --- | -------------------------------------------------------------------------------------------- |
| Promoció tradicional                             | Un digitised la versió de pel·lícules va disparar amb els mateixos mètodes de producció i la tecnologia utilitzada per Cinema/de televisió. | Sovint 35mm o la definició alta digital footage. (Normalment altament comprimit quan damunt web.)     | Tràilers de cinema en línia, per exemple el tràiler per Senyor dels Anells.                  |
| Filma no fet per, però distribuït via l'Internet | Una pel·lícula que aprofita la Internet per distribució.                                                                                    | Sovint arxius grans i/o dissenyat per ser descarregat no streamed.                                    | La pel·lícula curta 405 La Pel·lícula o els alliberaments dins arxiven compartir comunitats. |
| Pel·lícules de web                               | Les pel·lícules van fer amb el medi de l'Internet i els seus constrenyiments dins ment.                                                     | Fet dins harmonia amb Internet & tecnologies d'ordinador com streaming o Flaix o Després que Efectes. | La Distància de pel·lícula curta Amb el temps.                                               |